# アメリカ自然史博物館
アメリカ自然史博物館（アメリカしぜんしはくぶつかん、英: American Museum of Natural History）は、ニューヨーク市マンハッタン区アッパー・ウエスト・サイドにある科学博物館。動植物、鉱物など自然科学・博物学に関わる多数の標本・資料を所蔵・公開している。1869年に設立され、現在、1,200名を超えるスタッフを擁し、毎年100を超える特別野外探査を主催している。

## 建物

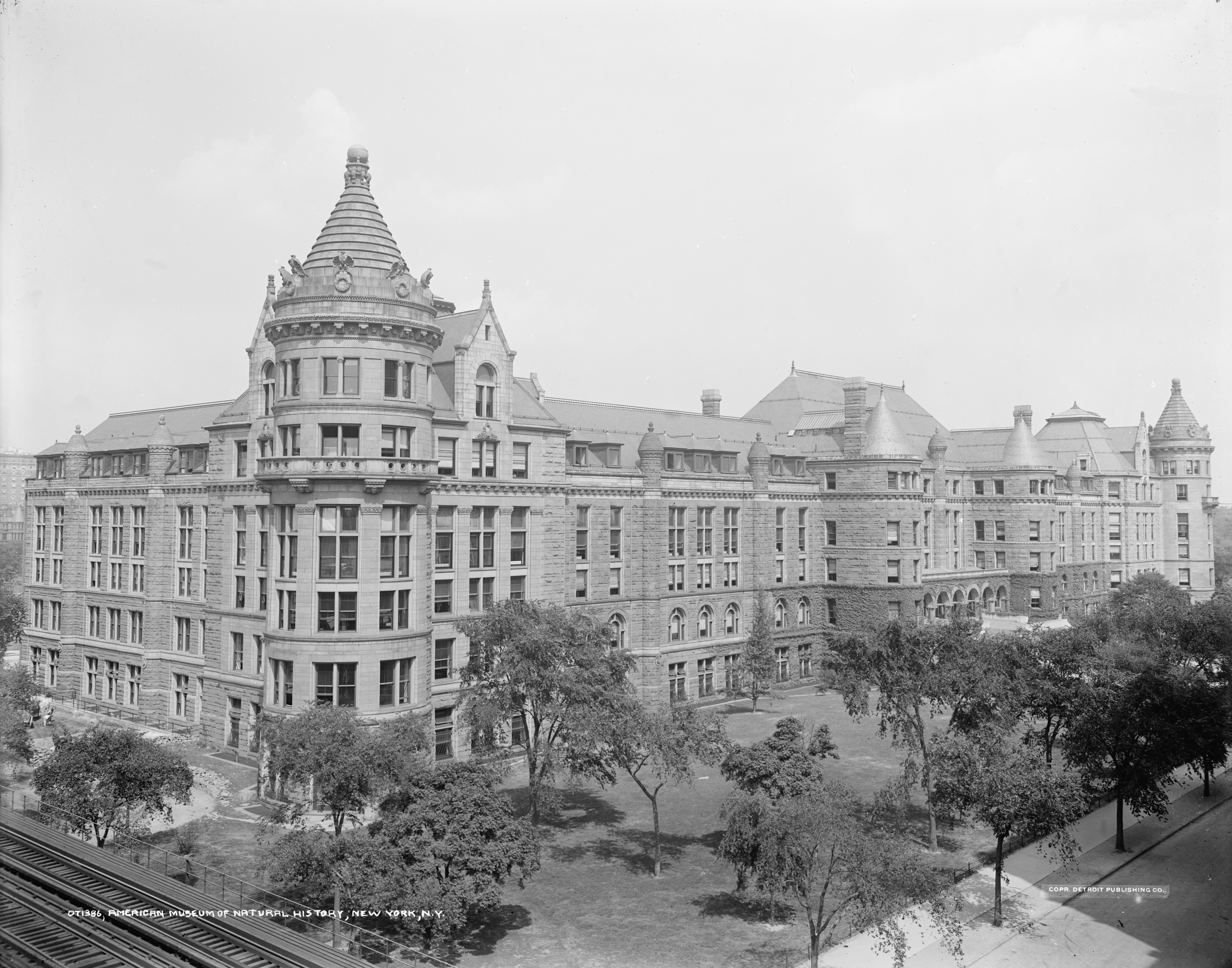
20世紀初頭の自然史博物館

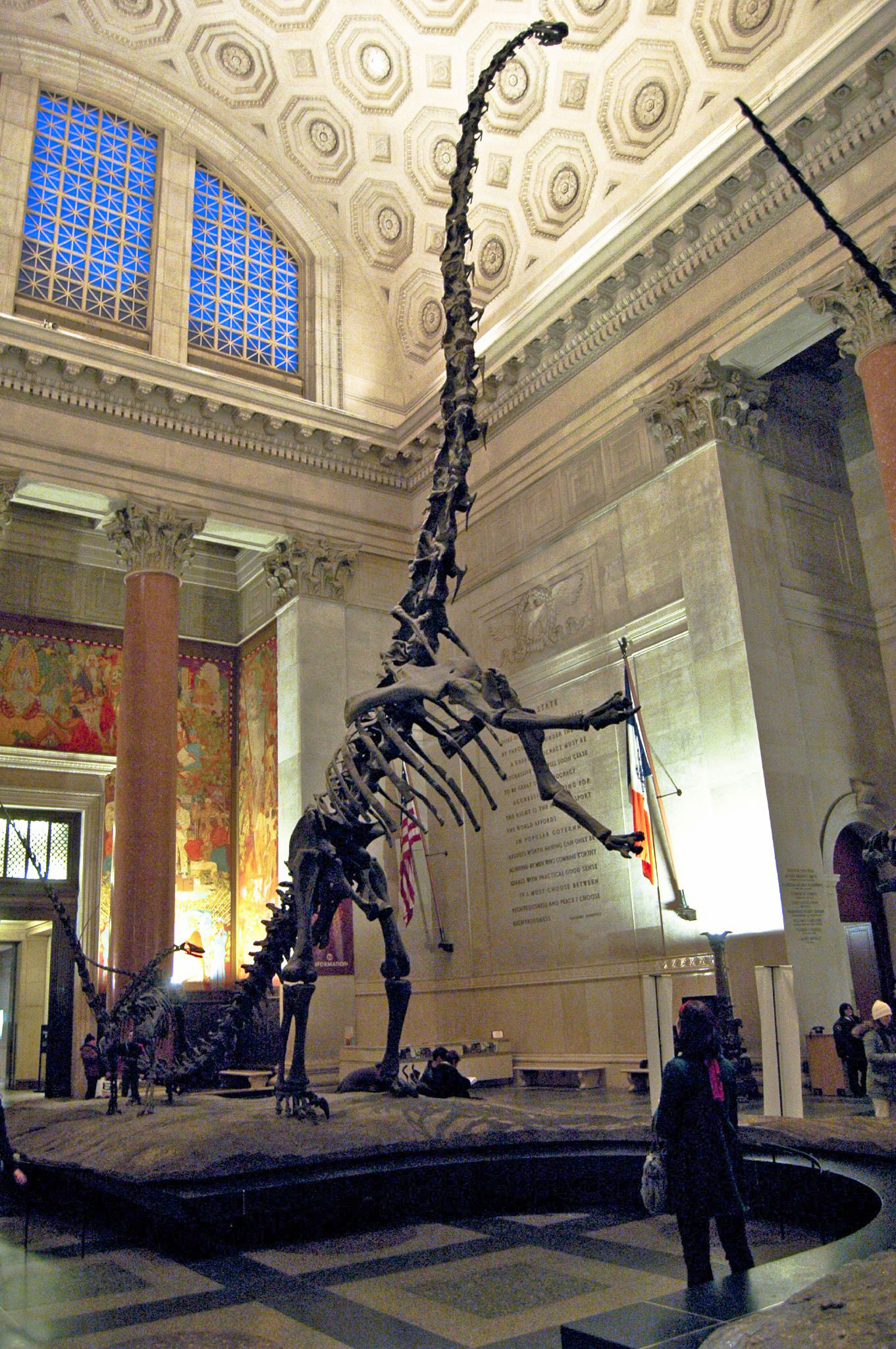
バロサウルスの全身骨格

1869年の設立当初はセントラルパーク内アーセナル・ビルディング (Arsenal building) に置かれていた。
1874年には、マンハッタン・スクエアの大部分を占めている現在の施設が起工された。
- カルヴァート・ヴォークス (Calvert Vaux) 及びジェィコブ・レイ・モウルド (Jacob Wrey Mould) の二人（彼らは、セントラル・パークの構成についてフレデリック・ロー・オルムステッドに協力したこともある）による当初のネオゴシック様式区域が造られた（1874年 - 1877年）。
- 続いてJ.クリーヴランド・ケイディ (J. Cleaveland Cady) による博物館の南区域が造られた。この南区画は、ヘンリー・ホブソン・リチャードソン  の影響を受けた、粗面積み褐色砂岩によるネオロマネスク (neo-Romanesque) 様式の確固たる実践だった。
- セントラルパーク・ウェストに面した、高揚感あふれるローマ風の正門は、1936年にジョン・ラッセル・ポープ (John Russell Pope) により完成されたものだが、これは、特大かつ粗削りなボザール様式によるセオドア・ルーズベルトへの顕彰碑である。

この場所におけるランドマーク建築になっており、その敷地は南北方向では西77丁目 (West 77th Street) と西81丁目 (West 81st Street) とに区切れ、東西方向ではコロンバス・アベニューとセントラルパーク・ウェストとに区切られる。
セントラルパーク・ウェストとは、セントラルパーク の西端とアッパー・ウエスト・サイド東端とに挟まれた通りの名称のことで、北はフレデリック・ダグラス・ブールバードに延びて行き、南は8番街に延びて行くので、それぞれの名で呼ばれることがある。

## 展示物

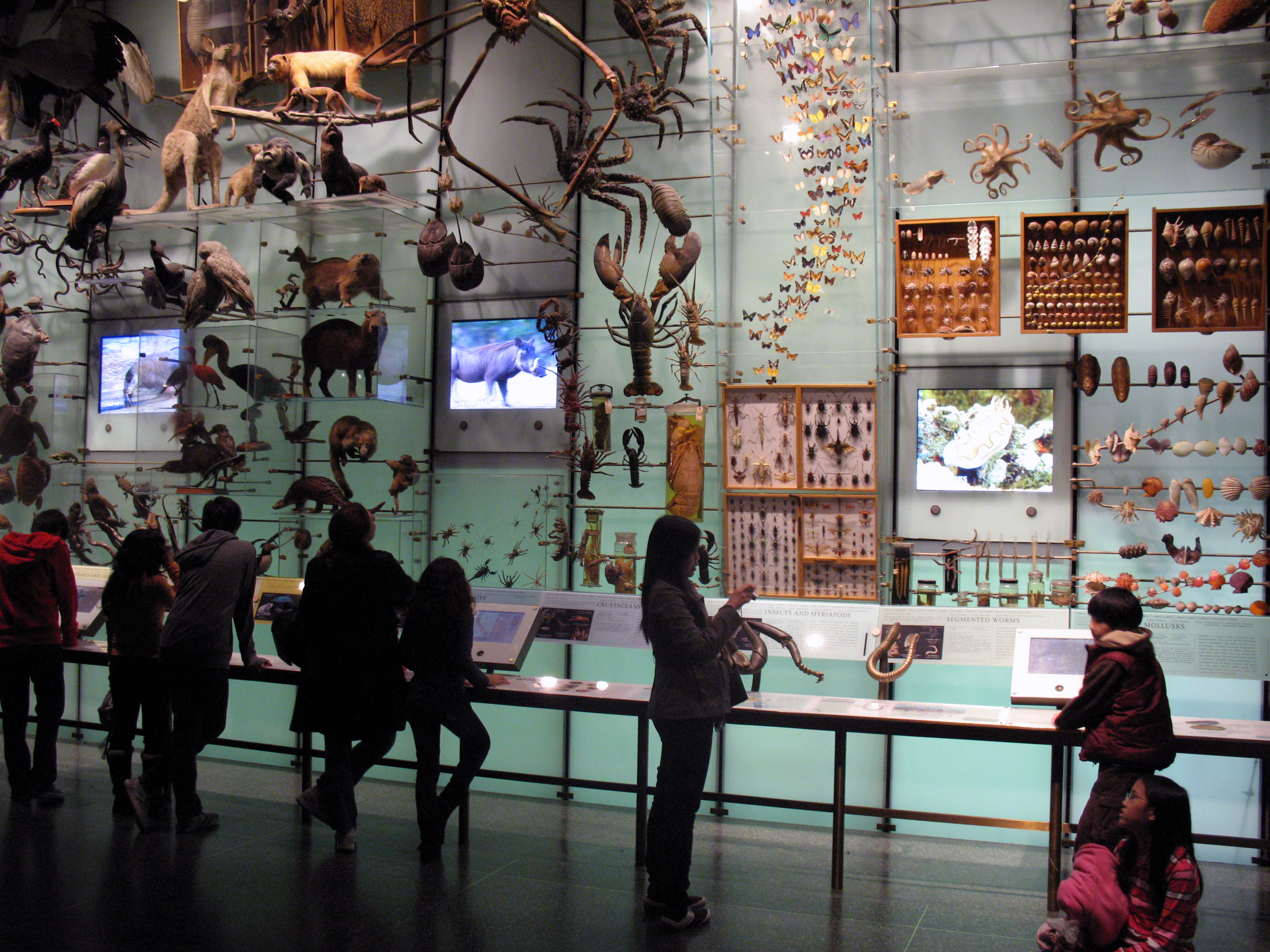
館内の標本展示

正門は、巨大なローマ風バシリカに通じているが、そこにあるアロサウルスから我が子を守ろうとして後ろ足で立つバロサウルスの骨格標本は展示全体の中で際だっている。
本博物館は、アフリカ・アジア・北アメリカにおける哺乳類のジオラマや、海洋ホール (2003年再開) に吊るされたシロナガスクジラの実物大模型や、北西海岸部のインディアン民族であるハイダ族が作成した64フィート長の彩色彫刻戦闘用カヌー（北アメリカ北西部由来）や、世界最大のブルーサファイアである「スター・オブ・インディア」 ('Star of India') で著名である。あるフロアでは、全体の周辺部分が、世界的に有名な恐竜群を含む脊椎動物の進化に当てられている。
本博物館は、人類学上の収集でも傑出しており、以下のものがある
アジアの人々のホール、太平洋の人々のホール、アフリカにおけるヒトのホール、アメリカ・インディアン由来の収集物、そしてメキシコ及び中央アメリカからの収集物。

## 関連する著名人
アメリカ自然史博物館に縁が深い著名人としては、長年に渡り理事長であった古生物学者兼地質学者のヘンリー・F・オズボーンや、ゴビ砂漠の「恐竜ハンター」ロイ・チャップマン・アンドリュース（インディ・ジョーンズのモデルの一人）や、文化人類学の先駆者フランツ・ボアズ 及びマーガレット・ミード がいる。日本研究の先駆者で「お札博士」として知られるフレデリック・スタールもここで地質学の学芸員をしていた。日本人の研究者としては、国立民族学博物館の太田心平(人類学)が、兼任として所属している。
本博物館への著名な後援者の中には、J.P.モルガンのような人もいる。

## ヘイデン・プラネタリウム

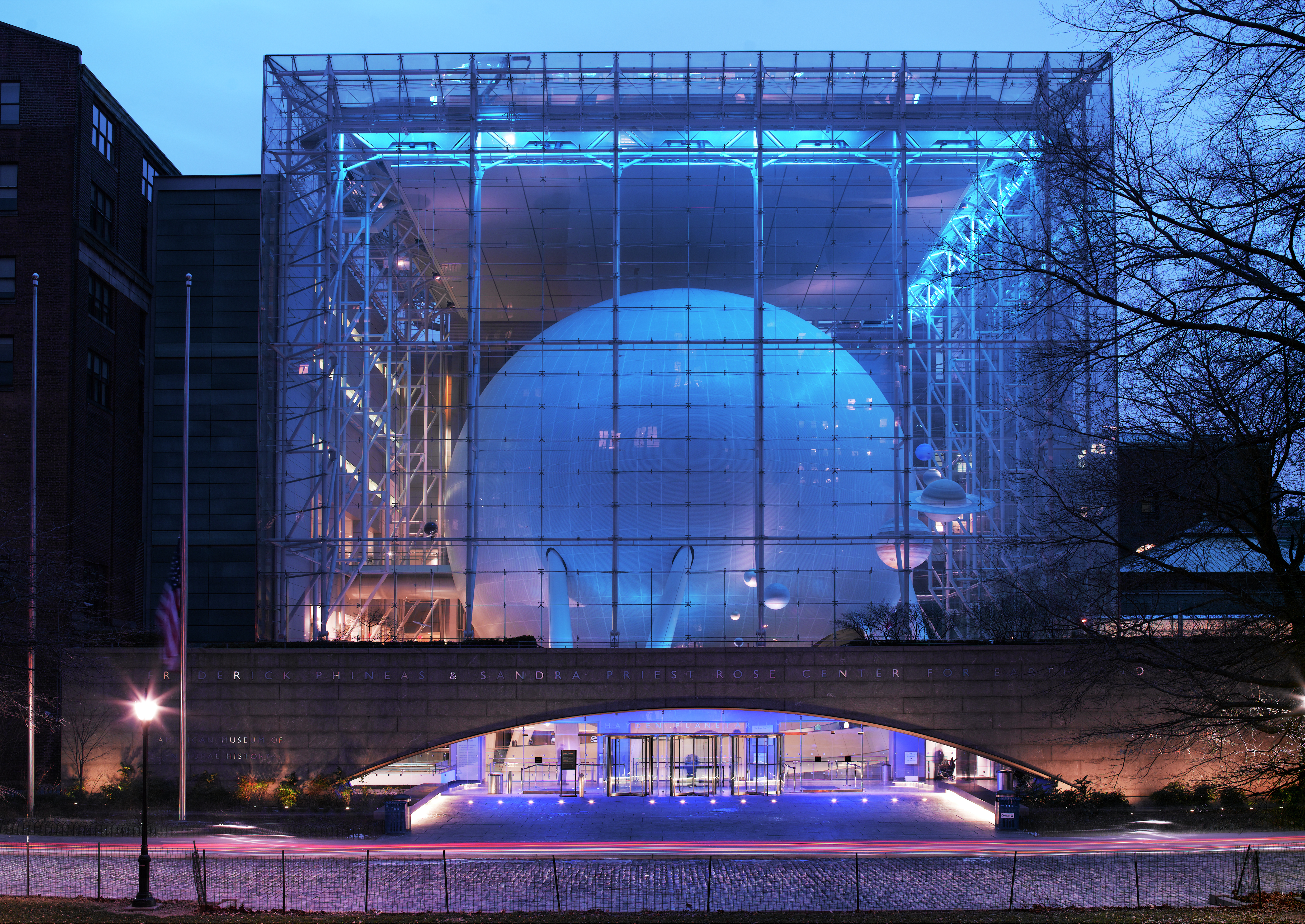
アメリカ自然史博物館のヘイデン・プラネタリウム

本博物館に連結しているヘイデン・プラネタリウムは、現在では、ジェームズ・スチュワート・ポルシェク (James Stewart Polshek) の設計になるローズ地球宇宙センターの一部として、球形のスペースシアターを包んだガラス製の立方体の中に収容されている。このセンターは2000年2月19日に開業した。館長は天文学者ニール・ドグラース・タイソン。

## 会員制度
本博物館は、一般個人会員に対する55ドルから後援者に対する750ドルまでの会費による広い範囲の会員種別を設けている。

## オンラインサービス
様々なオンラインサービスが可能である。
- 博物館の販売店では種類・価格帯で類別された様々な贈答品が揃えられている。
- ハンドヘルドPCへのダウンロード予約購読。
- 図書館蔵書はオンライン検索が可能である。
- 人類学部門ではオンラインデータベースが利用できる。

## アクセス
ニューヨーク市地下鉄IND8番街線81丁目-自然史博物館駅から当博物館まで連絡通路が整備されている。

## 特別研究プロジェクト
特別研究プロジェクトが存在する分野:
- 人類学
- 古生物学
- 生物多様性の保全
- 脊椎動物学。その中に含まれるものとして
  - 哺乳類学
  - 鳥類学
  - 爬虫両棲類学
  - 魚類学
- 無脊椎動物学
- ゲノミクス （比較ゲノミクス研究所、Institute for Comparative Genomics）
- 物理科学
  - 宇宙物理学 （ヘイデン・プラネタリウム）
  - 地球科学及び惑星科学

## 舞台になった作品
- 映画
  - 『イカとクジラ』（2005年） - 題名はアメリカ自然史博物館に展示されているダイオウイカとマッコウクジラの模型から。アメリカ自然史博物館も舞台として登場する。
  - 『ナイト ミュージアム』（2006年） - 絵本『夜の博物館』の映画化。アメリカ自然史博物館が物語の舞台となっている。撮影は外観のみ現地で行われた。
  - 『ワンダーストラック』（2017年） - 同名児童文学の映画化。1927年と1977年のアメリカ自然史博物館が主要な舞台として登場する。
- ゲーム
  - 『パラサイト・イヴ』（1998年）- ダンジョンとして登場。

## その他
- 2020年、博物館前に設置されていたセオドア・ルーズベルト像の撤去が決定された。これは2020年ミネアポリス反人種差別デモが拡大する中で、ルーズベルトの両脇に先住民とアフリカ系の男性が立っている構図が人種差別的であるとしてされたもの[2]。